# Margny (Ardenas)
Margny é uma comuna francesa na região administrativa de Grande Leste, no departamento das Ardenas. Estende-se por uma área de 6,68 km². Em 2010 a comuna tinha 206 habitantes (densidade: 30,8 hab./km²).